# Bussero
Bussero település Olaszországban, Lombardia régióban, Milánó megyében. Lakosainak száma 8359 fő (2023. január 1.). Bussero Carugate, Cernusco sul Naviglio, Gorgonzola, Pessano con Bornago és Cassina de’ Pecchi községekkel határos.

## Népesség
A település népességének változása:
| Lakosok száma | 8628 | 8506 | 8449 | 8359 |
|               | 2013 | 2017 | 2018 | 2023 |